# Честер (тауншип, округ Полк, Миннесота)
Честер (англ. Chester) — тауншип в округе Полк, Миннесота, США. На 2000 год его население составило 79 человек.

## География
По данным Бюро переписи населения США площадь тауншипа составляет 93,1 км², из которых 93,0 км² занимает суша, а 0,1 км² — вода (0,08 %).

## Демография
По данным переписи населения 2000 года здесь находились 79 человек, 28 домохозяйств и 22 семьи. Плотность населения —  0,8 чел./км². На территории тауншипа расположено 37 построек со средней плотностью 0,4 построек на один квадратный километр. Расовый состав населения: 100,00 % белых. Испанцы или латиноамериканцы любой расы составляли 2,53 % от популяции тауншипа.
Из 28 домохозяйств в 32,1 % воспитывались дети до 18 лет, в 71,4 % проживали супружеские пары, в 7,1 % проживали незамужние женщины и в 21,4 % домохозяйств проживали несемейные люди. 17,9 % домохозяйств состояли из одного человека, при том 7,1 % из — одиноких пожилых людей старше 65 лет. Средний размер домохозяйства — 2,82, а семьи — 3,23 человека.
29,1 % населения — младше 18 лет, 7,6 % — в возрасте от 18 до 24 лет, 29,1 % — от 25 до 44, 17,7 % — от 45 до 64, и 16,5 % — старше 65 лет. Средний возраст — 38 лет. На каждые 100 женщин приходилось 119,4 мужчин. На каждые 100 женщин старше 18 приходилось 100,0 мужчин.
Средний годовой доход домохозяйства составлял 53 125 долларов, а средний годовой доход семьи —  53 125 долларов. Средний доход мужчин —  27 500  долларов, в то время как у женщин — 27 083. Доход на душу населения составил 16 830 долларов. За чертой бедности находились 4,0 % семей и 14,1 % всего населения тауншипа, из которых 31,0 % младше 18 и 9,1 % старше 65 лет.